# Миллер, Джозеф
Джо́зеф Дэ́ниел Ми́ллер (англ. Joseph Daniel Miller; род. 2 сентября 1964 года, Стилтон, округ Дофин, Пенсильвания, США)— американский серийный убийца, совершивший с февраля 1986 года по 11 января 1990 года серию из 5 убийств девушек и женщин, сопряжённых с изнасилованиями в городе Гаррисберг, штат Пенсильвания. В 1993 году он был признан виновным и получил в качестве наказания смертную казнь. Впоследствии приговор Миллеру был изменен на уголовное наказание в виде нескольких сроков в виде пожизненного лишения свободы без права на условно-досрочное освобождение.

## Биография
Дзозеф Дэниел Миллер родился 2 сентября 1964 года в городе Стилтон, штат Пенсильвания. Детство и юность провел в социально-неблагополучной обстановке. Имел трех братьев и сестру. Уже в раннем детстве у Миллера были выявлены признаки умственной отсталости, он не обладал общей способностью к обучению и страдал антероградной амнезией, благодаря чему подвергался физическим нападкам со стороны одноклассников и из-за неуспеваемости бросил школу после окончания 4-го класса.  В детстве оба родителя Миллера подвергали его агрессии и физическим нападкам, что сильно повлияло на его психоэмоциональное состояние. В этот период он подвергся сексуальным домогательствам со стороны своего дяди и, попав под влияние старшего брата, начал вести криминальный образ жизни, совершать кражи и злоупотреблять алкогольными веществами. Его отец был замечен в инцесте, после того как старшая сестра Джозефа в 1970 году, в возрасте 15 лет родила дочь и заявила полиции, что отцом ребенка является их собственный отец, который на протяжении двух лет подвергал ее сексуальному насилию. Девушка обратилась в полицию, но из-за угроз убийством со стороны матери и остальных родственников сбежала из дома, после чего ее показания были подвергнуты сомнению и отцу Джозефа в конечном итоге никаких обвинений предъявлено не было. В 1976 году, в возрасте 12 лет, Джозеф Миллер в ходе одной из уличных драк был сильно избит группой ровесников, после чего он взял у своего отца дробовик, разыскал своих обидчиков и совершил на них нападение, в результате которого несколько подростков получили огнестрельные ранения различной степени тяжести. После ареста Миллер был осужден, но как несовершеннолетний правонарушитель получил в качестве наказания незначительный срок лишения свободы, которое он отбывал в учреждении для несовершеннолетних преступников. Будучи в заключении, Джозеф  несколько раз подвергался сексуальному насилию со стороны других заключенных и физическим нападкам со стороны тюремных охранников, вследствие чего у него в этот период были выявлены признаки посттравматического стрессового расстройства. В начале 1980-х он вышел на свободу, но вскоре снова начал вести криминальный образ жизни и увлекаться наркотическими веществами. В этот период он перенес передозировку наркотиков, которая едва не привела к смерти, а также несколько раз подвергался арестам по таким обвинениям как совершение кражи, совершение нападения, поджог и незаконное владение огнестрельным оружием. В 1984 году Миллер покинул Стилтон и переехал в город Гаррисберг, где нашел жилье и женился на девушке, которая в период с 1985 года по 1993 год родила ему троих детей. Из-за отсутствия образования Миллер был вынужден заниматься низкоквалифицированным трудом и в этот период сменил несколько профессий.

## Разоблачение
5 августа 1992 года Миллер совместно с приятелем посетил один из баров в Гаррисберге, где познакомился с темнокожей девушкой по имени Клара Джонсон и предложил ее подвезти до дома. Джонсон согласилась на предложение Миллера при условии, что друг Миллера будет находиться в машине во время поездки. Посадив девушку в автомобиль, Миллер вскоре, несмотря на протесты девушки, высадил друга из своего автомобиля и отправился на окраину города, где на пустыре возле железнодорожных путей между ним и Кларой Джонсон завязалась борьба, в ходе которой Миллер избил Джонсон, связал и дважды изнасиловал ее. После повторного изнасилования Миллер подверг жертву пыткам, после чего оттащил к одной из близлежащих канав с целью убийства девушки и сброса ее тела. В этот момент на место происшествия прибыл патрульный полицейский автомобиль с целью объезда территории, после чего Джозеф Миллер сбежал, бросив жертву и свой автомобиль. Прибыв на место совершения преступления, полиция обнаружила Клару Джонсон и провела обыск автомобиля Джозефа Миллера, в ходе которого была установлена его личность, а также было обнаружено множество улик, изобличающих его в совершении похищения, изнасилования и попытки убийства. На основании этой информации Джозеф Миллер был объявлен в розыск. На следующий день 6 августа 1992 года он был обнаружен в городе Стилтон, где проживали его родственники. Во время попытки задержания он оказал сопротивление сотрудникам правоохранительных органов, забарикадировался и скрылся на крыше дома. Он угрожал совершить самоубийство, вследствие чего полиция была вынуждена была прибегнуть к переговорам с ним, которые продолжались 6 часов и окончились успешно. Миллер сдался и был арестован, после чего ему были предъявлены обвинения.
Находясь под стражей, он отказался от своих «прав Миранды», после чего признался в совершении убийств двух девушек. Согласно его показаниям, 15 мая 1987 года он посадил в свой автомобиль группу молодых девушек, после того как все пассажирки, кроме одной, покинули автомобиль, Миллер совершил нападение на оставшуюся девушку, 18-летнюю Селину Франклин, в ходе которого изнасиловал и задушил ее. 6 ноября 1989 года Миллер предложил 23-летней жительнице Гаррисберга Стефани Макдаффи подвезти ее до дома. После того как девушка села в его автомобиль, Миллер, действуя по той же схеме, избил ее, отвез на окраину города, где подверг ее изнасилованию и задушил. В подтверждение своих слов Джозеф Миллер показал следователям на карте место захоронения убитых им девушек, которые были обнаружены в середине августа 1992 года. Через несколько недель он признался в совершении убийства 25-летней Джанетт Томпсон, которая пропала без вести 8 января 1990 года. Ее обнаженный труп обнаружен лишь через несколько дней на одной из городских свалок. В ходе расследования местный житель по имени Уильям Келли — младший признался в совершении убийства Томпсон и был осужден. Однако после признательных показаний адвокаты Келли — младшего подали апелляцию, в ходе которого на основании судебно-психиатрической экспертизы было установлено, что Уильям Келли — младший страдал комплексом неполноценности, маниакально-депрессивным психозом и алкогольной зависимостью, благодаря чему его признательные показания были подвергуты сомнению и апелляция была удовлетворена. На новом судебном процессе все обвинения с Уильяма Келли — младшего были сняты, благодаря чему он вышел на свободу в январе 1993 года, но Миллеру обвинений в совершении убийства Джанетт Томпсон предъявлено не было.
25 марта 1993 года Миллер был признан виновным в убийстве Селины Франклин, Стефани Макдаффи, а также в совершении похищения и изнасиловании Карлы Джонсон, после чего был приговорен к смертной казни.
В последующие годы, будучи в заключении, адвокаты Миллера несколько раз подавали апелляции на отмену смертного приговора и назначение нового судебного разбирательства, но они все были отклонены
В конце 1990-х Джозеф Миллер дал признательные показания в совершении убийства Кэтти Шенк. Согласно его свидетельствам, 27 февраля 1990 года он посадил ее в свой автомобиль, после чего отвез ее на территорию округа Перри, где изнасиловал ее и задушил. В ходе нового судебного разбирательства Миллер был признан виновным в убийстве Шенк и получил в качестве наказания пожизненное лишение свободы.
В 2014 году, в лаборатории ФБР в городе Куантико, в ходе ДНК-экспертизы, была установлена личность девушки, чьи останки были найдены в феврале 1997 года недалеко от свалки, где в августе 1992 года были обнаружены останки Селины Франклин и Стефани Макдаффи. Погибшей оказалась 26-летняя Келли Энн Уорд, которая пропала без вести в феврале 1986 года в Гаррисберге. Миллер снова оказался в центре внимания нового расследования из-за сходства между убийством Уорд и другими его известными убийствами. Погибшая женщина, как и все жертвы Миллера, была чернокожей, была замечена в занятии проституцией, была убита обрезком трубы, который убийца выбросил неподалеку от останков, а ее тело было завалено старыми автомобильными покрышками и кусками черепицы, как и тела других жертв.
В течение двух последующих лет Джозеф Миллер на территории тюрьмы неоднократно подвергался допросам на установление причастности к убийству Уорд, в ходе которых он настаивал на своей невиновности.
Лишь в апреле 2016 года Миллер признался в совершении убийств Келли Энн Уорд и Джанетт Томас. Признательные показания Миллера были записаны на видеопленку. Во время дачи показаний он извинился перед родственниками жертв и заявил, что решил признать себя виновным в ходе многомесячного внутриличностного конфликта, в состоянии которого он пребывал, после того как к нему обратились родственники жертв. После этого Джозефу Миллеру были предъявлены обвинения в убийстве Келли Уорд, а также обвинение в убийстве Джанетт Томас. Представители прокуратуры округа Дофин позже заявили СМИ, что несмотря на то, что Миллер признался в убийстве Томас еще в 1992 году, ранее ему не было предъявлено обвинений, на основании того, что он был осужден и приговорен к смертной казни
В июне того же года Джозеф Миллер спустя 24 года вернулся в Гаррисбург, куда он был этапирован из тюремного учреждения для судебного процесса. На основании его признательных показаний 24 июня 2016 года он был признан виновным в инкриминируемых убийствах, после чего был приговорен к еще двум последовательным срокам в виде пожизненного лишения свободы.